# 萨米朗
萨米朗（法語：Samuran，法語發音：[samyʁɑ̃]）是法国上比利牛斯省的一个市镇，属于巴涅尔德比戈尔区。

## 地理
萨米朗（42°59'14"N, 0°35'40"E）面积2.55 平方千米，位于法国奧克西塔尼大區上比利牛斯省，该省份为法国西南部内陆省份，北至热尔省，西接大西洋比利牛斯省，南与西班牙接壤，东临上加龙省。
与萨米朗接壤的市镇（或旧市镇、城区）包括：伊约、巴日里、昂蒂尚、锡拉当、泰布、特鲁巴。

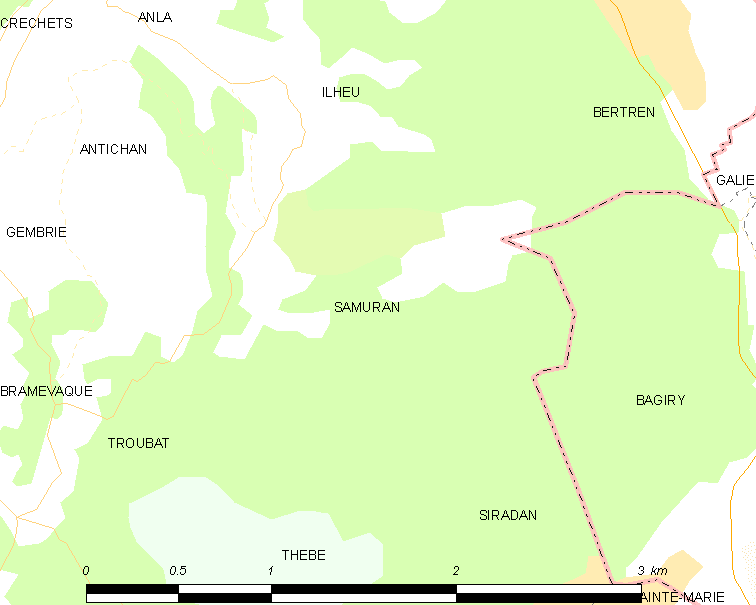
萨米朗的OSM定位图

萨米朗的时区为UTC+01:00、UTC+02:00（夏令时）。

## 行政
萨米朗的邮政编码为65370，INSEE市镇编码为65402。

## 政治
萨米朗所属的省级选区为巴鲁斯谷县。

## 人口

1962-2008年间萨米朗人口变化图示

萨米朗于2022年1月1日时的人口数量为26人。